# Marguerite de Baaden-Durlach
 (août 2017).
Marguerite de Baaden-Durlach est une artiste allemande de la seconde moitié du XVIIIe siècle.
Essentiellement graveuse de reproduction au burin, elle interprète des tableaux de Rembrandt et Johann Georg Schmidt (en) (1685-1748),. Le musée de Munich[Lequel ?] possède plusieurs œuvres de Baaden-Durlach, dont une datée à la plume du 10 février 1760, Oldenbourg,.